# Fulvio Croce
Fulvio Croce, född 6 juni 1901 i Castelnuovo Nigra, död 28 april 1977 i Turin, var en italiensk jurist.
Croce var ordförande för Turins advokatsamfund. Han mördades av Röda brigaderna.

## Biografi
Croce avlade juris doktorsexamen 1924. År 1943 gick han med i italienska motståndsrörelsen. Croce valdes till ordförande för Turins advokatsamfund 1968.
I maj 1976 inleddes i Turin rättegången mot en rad medlemmar av Röda brigaderna, bland andra Renato Curcio, Alberto Franceschini, Paolo Maurizio Ferrari och Prospero Gallinari. De åtalade krävde att få försvara sig själva och mordhotade dem som ville åta sig försvaret. Trots hotet åtog sig Croce att företräda de åtalade inför rätten och utsåg advokaten Franzo Grande Stevens att försvara Renato Curcio.

### Mordet

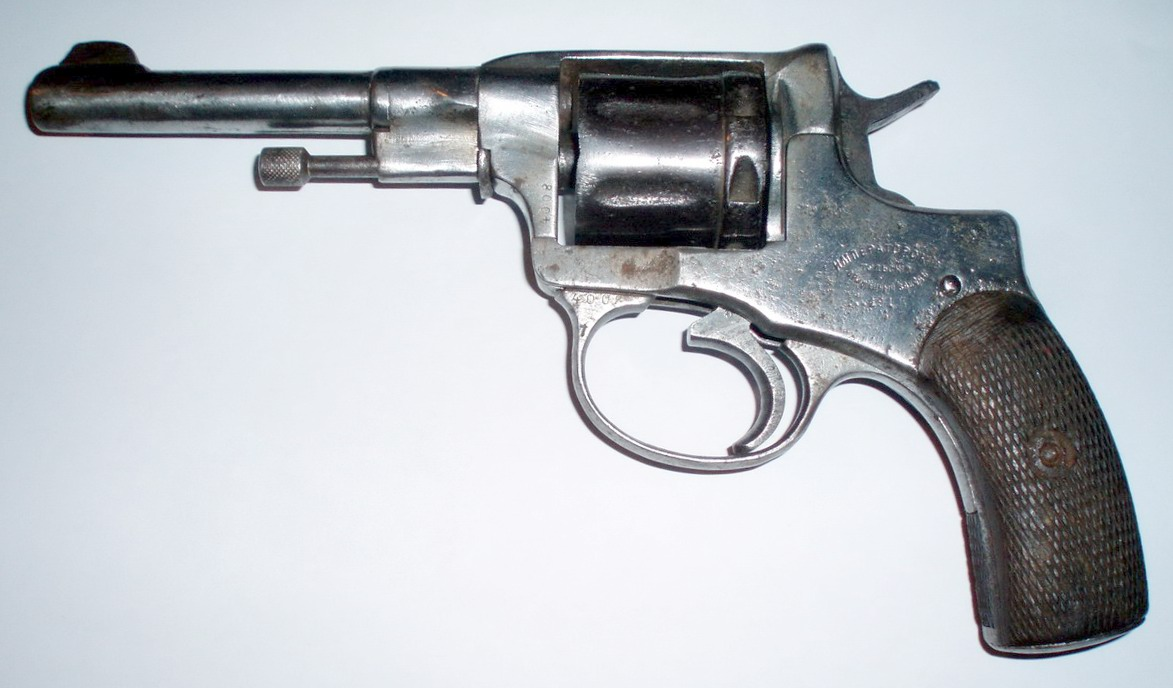
En revolver av märket Nagant M1895, vilken Rocco Micaletto använde när han sköt Fulvio Croce i april 1977. Samma vapen användes vid mordet på Carlo Casalegno i november samma år.

Den 28 april 1977 mördades Croce vid sin advokatbyrå vid Via Ettore Perrone i centrala Turin. Fyra brigadister – Rocco Micaletto, Angela Vai, Lorenzo Betassa och Raffaele Fiore – förövade dådet. Micaletto sköt Croce med fem skott, Vai vapenhotade Croces båda sekreterare, Batassa höll utkik och Fiore satt beredd i flyktbilen.